# 凯莉·汉弗莱斯
凯莉·汉弗莱斯，OLY（1985年9月4日—），加拿大、美国女子雪车运动员。她曾代表加拿大参加2010年、2014年和2018年冬季奥林匹克运动会雪车比赛，获得二枚金牌和一枚铜牌。
在北京举行的2022年冬季奥林匹克运动会上获得女子单人雪车金牌，这是该项目在冬奥会历史上的第一枚金牌。